# Botel

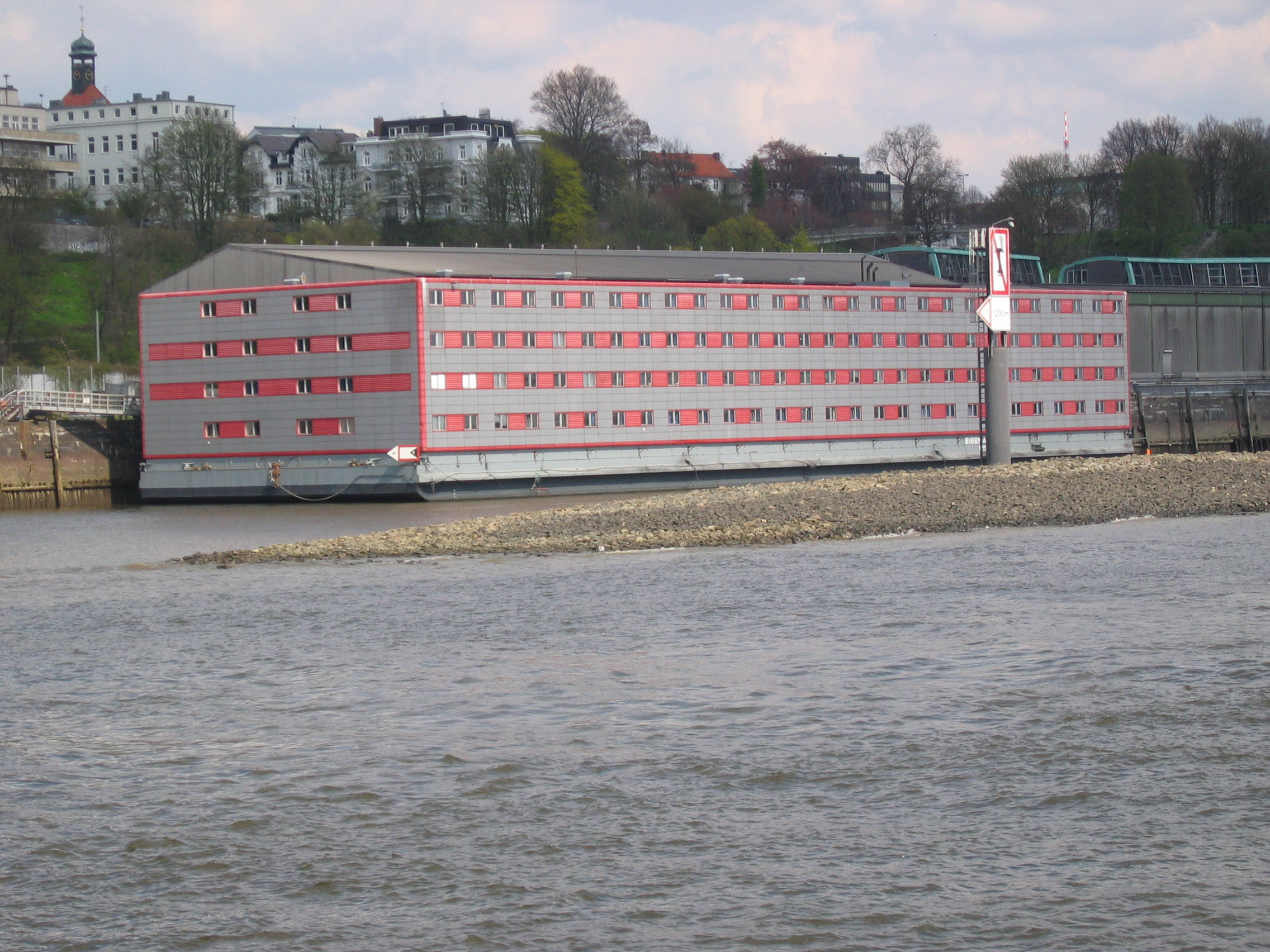
Botel na rzece Łabie w Hamburgu

Botel lub floatel (wyraz utworzony z dwu angielskiego słowa boat lub float i francuskiego hôtel) – hotel na wodzie, na statku rzecznym lub barce. Może być jednostką pływającą zaadaptowaną na cele hotelowe, lub też nawet luksusowym statkiem, zbudowanym specjalnie w tym celu.
Zaletą boteli jest ich niezwykłe położenie, zarówno wynikające ze specyfiki ich umiejscowienia na wodzie, a więc w dość oryginalnych warunkach, w niezwykłej atmosferze i z widokami nieosiągalnymi z miejsc na lądzie, jak i ze względu na dowolność i tymczasowość umiejscowienia, co umożliwia sytuowanie tych hoteli w samym centrum miasta, lub też bardzo blisko innych atrakcyjnych miejsc – szczególnie podczas imprez czasowych.
Botele są również rozwojową alternatywą zarówno dla inwestorów, jak i dla samych miast, w tych miejscach, gdzie ceny gruntu są najwyższe, lub też inwestycje lądowe są z innych powodów niemożliwe, niebezpieczne, niepewne lub nieopłacalne. Ponadto w szczególnych przypadkach prawo dotyczące dróg wodnych może różnić się od prawa na lądzie, czego efektem mogą być ułatwienia prawne pewnych inwestycji (np. kasyn lub domów publicznych), lub innych aspektów (np. korzystniejsze opodatkowanie, bardziej liberalne przepisy dotyczące sprzedaży alkoholu itd.).